# Rhinocorynura ashmeadi
Rhinocorynura ashmeadi är en biart som först beskrevs av Carlos Schrottky 1909.  Rhinocorynura ashmeadi ingår i släktet Rhinocorynura och familjen vägbin. Inga underarter finns listade i Catalogue of Life.